# عشق و انرژی
عشق و انرژی (انگلیسی: Love and Energy) با عنوانِ اصلیِ بهتر اینه که خوب عشق‌بازی کنیم (ایتالیایی: Conviene far bene l'amore) یک کمدی سکسی سبک ایتالیایی علمی-تخیلی به کارگردانی پاسکواله فستا کامپانیله است که در سال ۱۹۷۵ منتشر شد.

## بازیگران
- جیجی پرویتی
- آگوستینا بلی
- الئونورا جورجی
- کریستین دسیکا
- ماریو اسکاچا
- آدریانا آستی
- جینو پیرینس
- ماریو پیسو
- فرانکو آنگریزانو
- انتسو روبوتی
- اورسته لیونلو
- پیترو توردی
- مونیکا اشتریبل
- سالواتوره پونتیلو
- جان کارلسن
- لوردانا مارتینز